# Landigou
Landigou (lɑ̃.di.ɡuⓘ) es una población y comuna francesa, situada en la región de Baja Normandía, departamento de Orne, en el distrito de Argentan y cantón de Flers-Sud.

## Demografía
| 265 | 256 | 260 | 338 | 443 | 439 |
| Para los censos de 1962 a 1999 la población legal corresponde a la población sin duplicidades (Fuente: INSEE [Consultar]) |     |     |     |     |     |